# Calliopiurus excellens
Calliopiurus excellens is een vlokreeftensoort uit de familie van de Calliopiidae. De wetenschappelijke naam van de soort is voor het eerst geldig gepubliceerd in 1986 door Bushueva.